# Вовчицька сільська рада
Вовчицька сільська рада — колишній орган місцевого самоврядування у Лубенському районі Полтавської області з центром у c. Вовчик.

## Населені пункти
Сільраді були підпорядковані населені пункти:
- c. Вовчик
- c. Висачки
- c. Вовча Долина
- c. Кузубівка

## Населення
Згідно з переписом УРСР 1989 року чисельність наявного населення сільської ради становила 2252 особи, з яких 954 чоловіки та 1298 жінок.
За переписом населення України 2001 року в сільській раді мешкали 1952 особи.

### Мова
Розподіл населення за рідною мовою за даними перепису 2001 року:
| Мова       | Відсоток |
| ---------- | -------- |
| українська | 97,69 %  |
| російська  | 1,38 %   |
| молдовська | 0,56 %   |
| білоруська | 0,31 %   |
| румунська  | 0,05 %   |